# Сорогожское
Сорогожское — село в Лесном муниципальном округе Тверской области. 

## География
Село расположено на реке Сарагожа в 12 км к югу от центра муниципального округа села Лесное на автодороге 28К-0874 Малышево — Пестово. 

## История
В 1791 году в селе была построена деревянная Покровская церковь с 3 престолами. 
В конце XIX — начале XX века село входило в состав Лопатинской волости Весьегонского уезда Тверской губернии. В 1889 году в селе было 25 дворов.
С 1929 года село являлось центром Сорогожского сельсовета Лесного района Бежецкого округа Московской области, с 1935 года — в составе Калининской области, с 1954 года — в составе Мотылёвского сельсовета, с 2005 года — центр Сорогожского сельского поселения, с 2019 года — в составе Лесного муниципального округа. 

## Население
| 1859 | 1889 | 2002 | 2010 |
| ---- | ---- | ---- | ---- |
| 95   | ↗111 | ↗297 | ↘264 |

## Инфраструктура
В селе имеются Алексейковская средняя общеобразовательная школа, детский сад, отделение почтовой связи.

## Известные люди
В селе родился Герой Советского Союза Николай Прокофьевич Покровский (1944 год, Медаль № 4048), командир партизанского отряда (затем бригады) в Белоруссии.